# Поль Дюка
Поль-Абрагам Дюка́с (фр. Paul Dukas; 1 жовтня 1865 — 17 травня 1935) — французький композитор, музичний критик і педагог.

## Біографія
Народився у франко-єврейській родині у Парижі. З дитинства навчався грі на фортепіано, складати почав з 14 років. Навчався в Паризькій консерваторії у Теодора Дюбуа і Ернеста Ґіро. Першими великими творами Дюкаса стали дві увертюри, написані в 1883 році. Після низки невдалих спроб отримати Римську премію музикант вирішив покинути консерваторію і завершити кар'єру композитора, зайнявшись музичною критикою. Відслуживши в армії, Дюкас, однак, повернувся до компонування і відновив заняття теорією музики.
Успіх здобув 1892 року, коли в Парижі була виконана його увертюра «Полієвкт», в цей же час публікуються його перші критичні статті. Інші відомі твори 1890-х років — Симфонія C-dur і скерцо «Учень чарівника», написане за мотивами однойменної балади Ґете і яке стало найпопулярнішим твором композитора. В обох роботах яскраво проявилося композиторську майстерність Дюкаса, його жива, оригінальна оркестровка і самобутній стиль. Незважаючи на успіх своїх творів, Дюкас дуже критично ставився до них і знищував рукописи, через що багато з його робіт цього часу не збереглися.
На початку XX століття Дюкас звернувся до великих сценічним робіт: опери «Аріанна та Синя Борода» і балету «Пері», написаним для видатної балерини Наталії Трухановому і вперше поставленому в 1912 році. Надалі музикант переключився на викладацьку і критичну роботу і більше не склав жодного великого твору.
З початку 1920-х років Дюкас займався проблемами музичної освіти у французьких провінціях, а в 1928 році отримав місце професора класу композиції в Паризькій консерваторії. Серед його учнів — Олів'є Мессіан, Хоакін Родріго, Моріс Дюрюфле та багато інших відомі згодом композитори. Дюкас помер у Парижі, похований на кладовищі Пер-Лашез.
Композитор неодноразово наполягав, що його прізвище слід вимовляти з прикінцевим «с». Це, зокрема, засвідчує Дж. Енеску в своїх «Мемуарах».

## Твори
- Для оркестру:

Увертюри («Гетц фон Берліхінген» — 1883, «Полієкт» — 1892, «Король Лір» — 1884)
Симфонія C-dur (1896)
Учень Чарівника (1897)
- Камерна музика:

Villanelle, для валторни та фортепіано (1906)
- Форотепіанна музика :

La plainte, au loin, du faune… (1920)
Prélude élégiaque, на ім'я Гайдна (1909)
Соната мі-бемоль мінор (1901)
Варіації, інтерлюдія і фінал, на тему Рамо (1903)
- Вокальна музика :

Sonnet de Ronsard (1924)
Vocalise, для голосу і фортепіано: Кантати (Hymne au soleil, Sémélé et Velléda)
- Балет :

La Péri (1912)
- Опера :

Ariane et Barbe-Bleue (1907)